# Clarisse Taulewali Da Silva
Clarisse Da Silva, de son nom d'artiste Taulewali, est une artiste peintre et porte-parole politique kali'na.

## Biographie
Da Silva naît dans le village de Pakawali, aussi dit Paddock, dans la commune de Saint-Laurent-du-Maroni. Elle y fait sa scolarité, et lors du mouvement social de 2017 en Guyane, elle crée le collectif lycéen des Lumineux avec sa camarade Marie-Ange Ortiz. Elle entame ensuite des études d'art en France hexagonale, dans une école préparatoire à Toulouse. En juillet 2019, à 19 ans, elle représente la France lors de la 9ème édition du Parlement Francophone des Jeunes à Abidjan.
En 2023, elle participe au programme de formation du Haut-Commissariat des Nations unies aux droits de l'homme,. Sa candidature a été appuyée par l'Organisation des Nations Autochtones de Guyane. Elle expose aussi ses peintures à l'espace Frans Krajcberg. Comme elle vit en France hexagonale, elle relaie auprès du gouvernement la lutte du yopoto Roland Sjabere du village Prospérité contre la construction de la centrale électrique.
En 2024, Da Silva obtient son diplôme aux Beaux-Arts de Paris. Présidente de l'organisation Jeunesse Autochtone de Guyane, elle participe au Forum des Nations Unies sur les peuples autochtones à New York.
Clarisse Da Silva est suppléante du député Davy Rimane.